# Favourite Worst Nightmare
Favourite Worst Nightmare é o segundo álbum de estúdio lançado pela banda britânica Arctic Monkeys, em 23 de abril de 2007.
Produzido por James Ford (que também produziu o álbum do Klaxons), conta com doze faixas. Recebeu elogios da crítica e vendeu 85 mil cópias no Reino Unido somente no primeiro dia de venda. Nos Estados Unidos o disco vendeu 44 mil cópias na primeira semana, mais que seu antecessor, Whatever People Say I Am, That's What I'm Not.
O primeiro single lançado também é a primeira faixa do trabalho, intitulada "Brianstorm".

## História do álbum
O título do álbum, "Favourite Worst Nightmare", surgiu a partir da canção "D Is for Dangerous", que é a terceira faixa do álbum em destaque. A banda diz que considerou igualmente nomear o álbum de "Lesbian Wednesdays, Gordon Brown or Gary Barlow".
"Do Me a Favour" foi originalmente sugerida a aparecer no Ep: "Who the Fuck Are Arctic Monkeys?". Em uma entrevista à NME, Nick O'Malley anunciou vários títulos, incluindo: "D Is for Dangerous" e "Balaclava". As faixas "The Bakery" e "Plastic Tramp", também mencionadas na entrevista à NME, não foram parte do álbum, contudo, foram liberadas mais tarde como B-sides, sobre o single "Fluorescent Adolescent".
De 6 a 12 canções foram estreadas em shows antes mesmo do álbum ser lançado. O álbum foi gravado rapidamente, como a banda quis para sair e tocar as canções de novo.

## Faixas
Todas as letras escritas por Alex Turner exceto as indicadas, todas as músicas compostas por Arctic Monkeys.
| N.º | Título                                             | Duração |  |
| 1.  | "Brianstorm"                                       | 2:50    |  |
| 2.  | "Teddy Picker"                                     | 2:43    |  |
| 3.  | "D Is for Dangerous"                               | 2:16    |  |
| 4.  | "Balaclava"                                        | 2:49    |  |
| 5.  | "Fluorescent Adolescent" (Turner, Johanna Bennett) | 3:03    |  |
| 6.  | "Only Ones Who Know"                               | 3:02    |  |
| 7.  | "Do Me a Favour"                                   | 3:27    |  |
| 8.  | "This House Is a Circus"                           | 3:09    |  |
| 9.  | "If You Were There, Beware"                        | 4:34    |  |
| 10. | "The Bad Thing"                                    | 2:23    |  |
| 11. | "Old Yellow Bricks" (Turner, Jon McClure)          | 3:11    |  |
| 12. | "505"                                              | 4:13    |  |

| Faixas bônus da edição japonesa |               |         |  |
| N.º                             | Título        | Duração |  |
| 13.                             | "Da Frame 2R" | 2:20    |  |
| 14.                             | "Matador"     | 4:57    |  |

## Paradas musicais
| País                    | Melhor posição | Certificação | Vendas     |
| ----------------------- | -------------- | ------------ | ---------- |
| Reino Unido             | 1              | 4× Platina   | +1 200 000 |
| Austrália               | 2              |              |            |
| Irlanda                 | 1              |              |            |
| Nova Zelândia           | 4              |              |            |
| Canadá                  | 4              | Platina      | 150 000    |
| Estados Unidos          | 7              |              | 240,000    |
| Alemanha                | 2              | Ouro         | 100 000    |
| Japão                   | 4              | Ouro         | 175 000    |
| Dinamarca               | 1              |              |            |
| Finlândia               | 14             |              |            |
| Bélgica                 | 1              |              |            |
| Países Baixos           | 1              |              |            |
| Polônia                 | 48             |              |            |
| Suíça                   | 1              |              |            |
| Noruega                 | 2              |              |            |
| França                  | 6              | Ouro         | 100 000    |
| Suécia                  | 6              |              |            |
| Áustria                 | 6              |              |            |
| Itália                  | 14             | Ouro         | 60 000     |
| Espanha                 | 2              |              |            |
| European Top 100 Albums | 2              |              |            |